# Ernst Hoyer
Ernst Hoyer (* 8. Dezember 1890 in Prag; † 20. Juni 1955 in Würzburg) war ein deutscher Jurist und Hochschullehrer.

## Leben und Wirken
Hoyer studierte Rechtswissenschaften in Prag und promovierte 1915 zum Dr. jur. Während des Studiums wurde er, wie sein Vater und Onkel vor ihm, Mitglied der Prager Universitäts-Sängerschaft Barden. Von 1933 bis 1945 war er als Professor für Sozialrecht an der Deutschen Universität in Prag tätig. Er beantragte am 21. April 1939 die Aufnahme in die NSDAP, wurde aber abgelehnt. 1945 wurde er inhaftiert. Nach erfolgter Vertreibung aus der Tschechoslowakei ließ er sich in München nieder, wo er 1946 einen Lehrauftrag erhalten hatte. 1948 wechselte er an die Universität Würzburg, wo er bis zu seiner Emeritierung 1955 als Professor für Rechtsgeschichte, Privatrecht, Handelsrecht und Familienrecht wirkte. Daneben war er Richter am Bayerischen Verwaltungsgericht.
Seit 1953 war er Ehrenmitglied der katholischen Studentenverbindung KDStV Markomannia Würzburg.

## Schriften
- Prostitution. Deutscher Verein zur Verbreitung gemeinnütziger Kenntnisse, Prag 1923.
- Die Ehen minderen Rechts in der fränkischen Zeit. Brünn 1926.
- Die Antinikotin-Gesetzgebung in der Tschechoslowakischen Republik. Brünn 1927.
- Der Kampf gegen das Opium. Deutscher Verein zur Verbreitung gemeinnütziger Kenntnisse, Prag 1927.
- Rechtsfragen der heimatvertriebenen sudetendeutschen Ärzte. München 1952.